# Atlas Coelestis

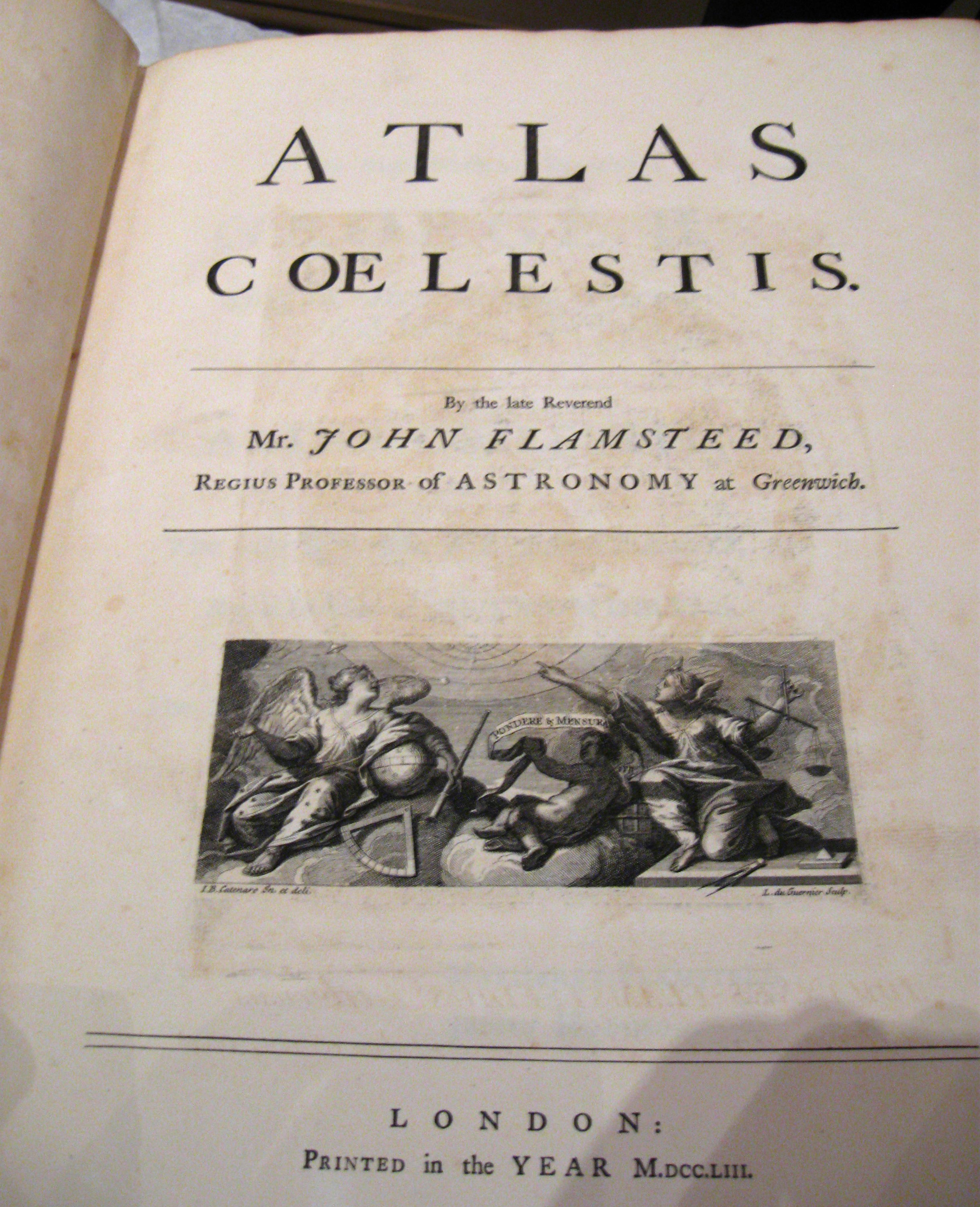
Frontespizio, dalla copia in possesso del Derby Museum and Art Gallery.

L'Atlas Coelestis è una carta celeste pubblicata postuma nel 1729, sulla base delle osservazioni fatte dal primo Astronomo reale John Flamsteed.
L'Atlante - il più grande mai pubblicato - contiene ventisei mappe delle principali costellazioni visibili da Greenwich, con disegni realizzati in stile rococò di James Thornhill. Presenta inoltre due planisferi progettato da Abraham Sharp.

## Storia

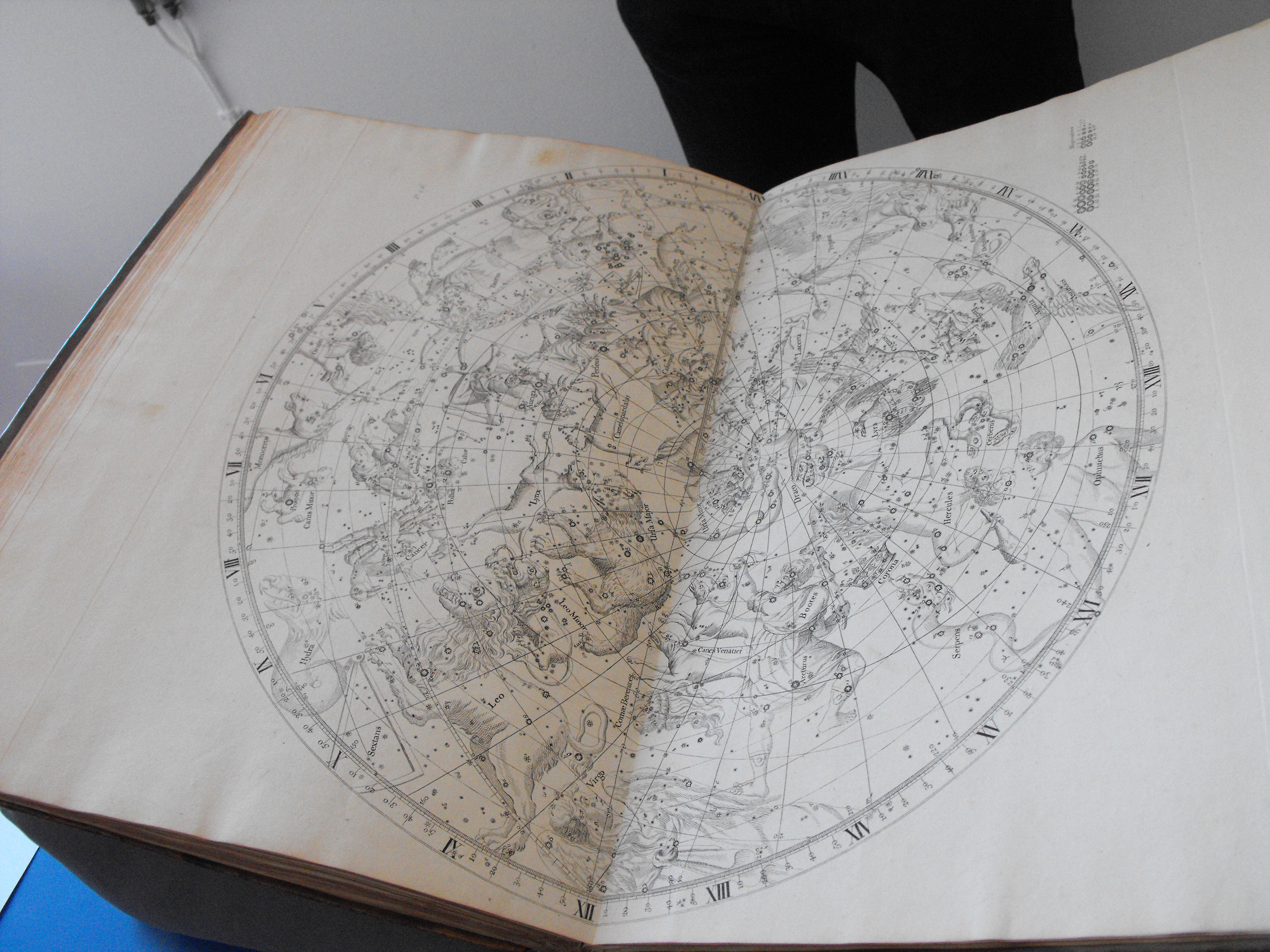
Atlas Coelestis di John Flamsteed (seconda ed. 1753).

Prima carta stellare basata sull'osservazione compiuti tramite il telescopio, l'Atlas Coelestis è stato pubblicato dalla sua vedova solo dieci anni dopo la morte di Flamsteed; la donna nell'opera fu assistita da Joseph Crosthwait e Abraham Sharp. Nel 1725 venne preceduto dalla pubblicazione dell'opera intitolata "Stellarum inerrantium Catalogus Britannicus" (chiamato anche più semplicemente "British Catalogue", con 2919 stelle).
Una delle motivazioni principali di Flamsteed nel produrre l'Atlante era quello di correggere la rappresentazione delle figure delle costellazioni, come fatto da Johann Bayer nel suo "Uranometria" (1603). Bayer rappresentava le figure viste da dietro (non dalla parte anteriore, come era stato fatto fin dai tempi di Tolomeo), e questo aveva invertito la posizione delle stelle e aveva creato una confusione non necessaria.
La pubblicazione ha avuto immediato successo, diventando il riferimento standard per gli astronomi professionisti per quasi un secolo. Anche così, gli sono state sollevate tre obiezioni in merito: il prezzo elevato, il grande formato che lo rendeva difficile da utilizzare e la bassa qualità artistica (molte critiche sono state apportate al disegno di James Thornhill, in particolare per quanto riguardava la rappresentazione dell'Acquario).
Questo ha portato il dottor John Bevis a cercare di migliorare l'Atlante. Nel 1745 l'uomo elaborò la "Uranographia Britannica", con dimensioni più piccole, aggiornato con nelle osservazioni e nelle rappresentazioni artistiche. Tuttavia, questo atlante non è mai stato pubblicato ufficialmente e ad oggi ci sono solo 16 copie conosciute.

## L'Atlante Fortin-Flamsteed
Alla fine i cambiamenti nelle posizioni delle stelle (osservazioni originali erano state fatte nel 1690), hanno portato ad un aggiornamento compiuto nel 1770 dall'ingegnere francese Nicolas Fortin, sotto la supervisione degli astronomi Le Monnier e Messier dell'Accademia Reale delle Scienze a Parigi.
La nuova versione, denominata Atlas Fortin-Flamsteed, aveva un terzo delle dimensioni di quella originale, ma conserva la medesima struttura della tabella. A ciò è stata aggiunta anche qualche ritocco artistico alle illustrazioni, per lo più Andromeda, Vergine ed Acquario). I nomi delle costellazioni sono in francese (non in latino) e includono alcune nebulose scoperte dopo la morte di Flamsteed.
Nel 1795 è stata pubblicata una versione aggiornata, prodotto da Méchain e Lalande, con nuove costellazioni e molte nebulose in più.
L'opera fu ristampata anche nel 1987, su una fedele riproduzione di un originale del 1753, messo a disposizione dal Professor Guido Chincarini dell'Osservatorio di Brera-Merate. La tiratura, inizialmente prevista in sole cinquecento copie numerate, si è fermata all'ottantesima.  È stato tra l'altro curato in particolare l'aspetto artigianale, a partire dalla stampa eseguita al torchio manuale fino alla rilegatura effettuata a mano con materiali naturali.

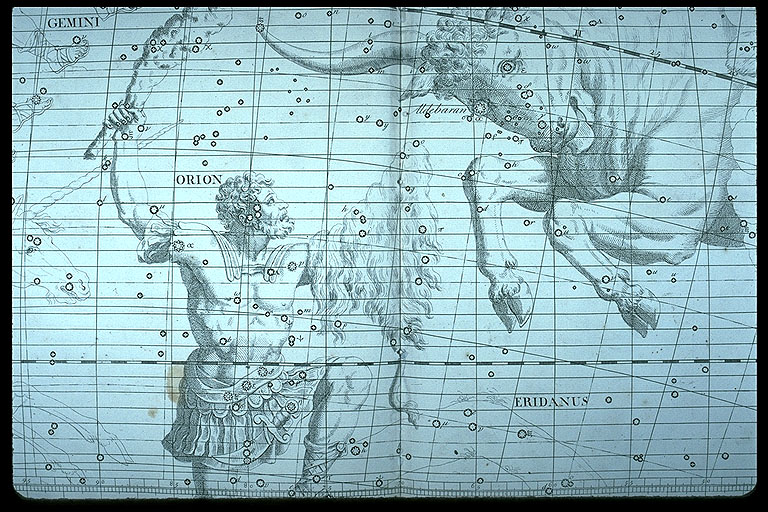
Orione, come visto nell'Atlas Coelestis.
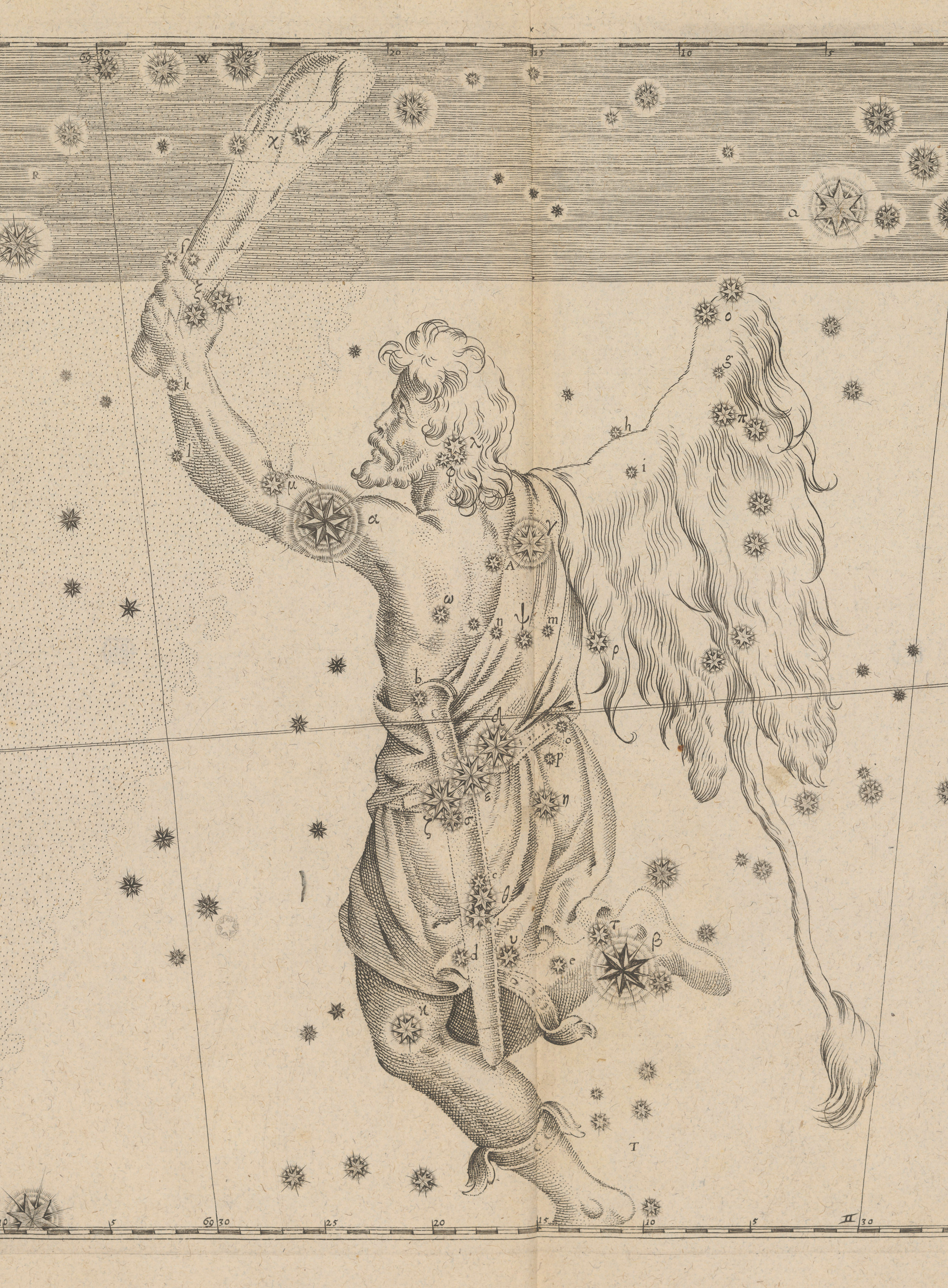
Orione, come visto nell'Uranometria.